# Центральний замок
Центра́льний замо́к — система централізованого блокування замків, яка дозволяє одночасно закрити або відкрити всі двері автомобіля. Система може мати дистанційне керування і відноситься до розряду допоміжних систем автомобіля.

## Функції
Важливою функцією системи є можливість блокування замків дверей дистанційно з пульта (брелок) або автоматично по спрацьовуванню таймера в разі, якщо автовласник залишив автомобіль без нагляду відкритим.
Також система дозволяє відкривати і закривати двері багажника, люк паливного бака, закривати вікна (у разі наявності електросклопідйомників).

## Пристрій
Система включає в себе:

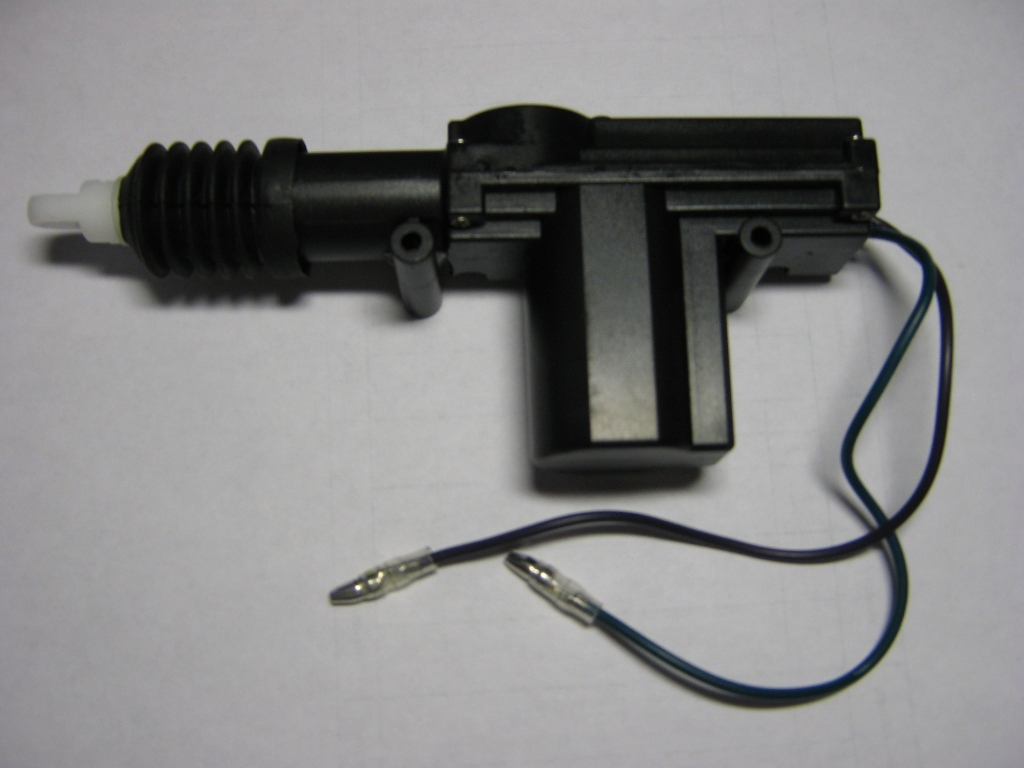
Актуатор використовуваний для блокування і розблокування замків дверей автомобіля.

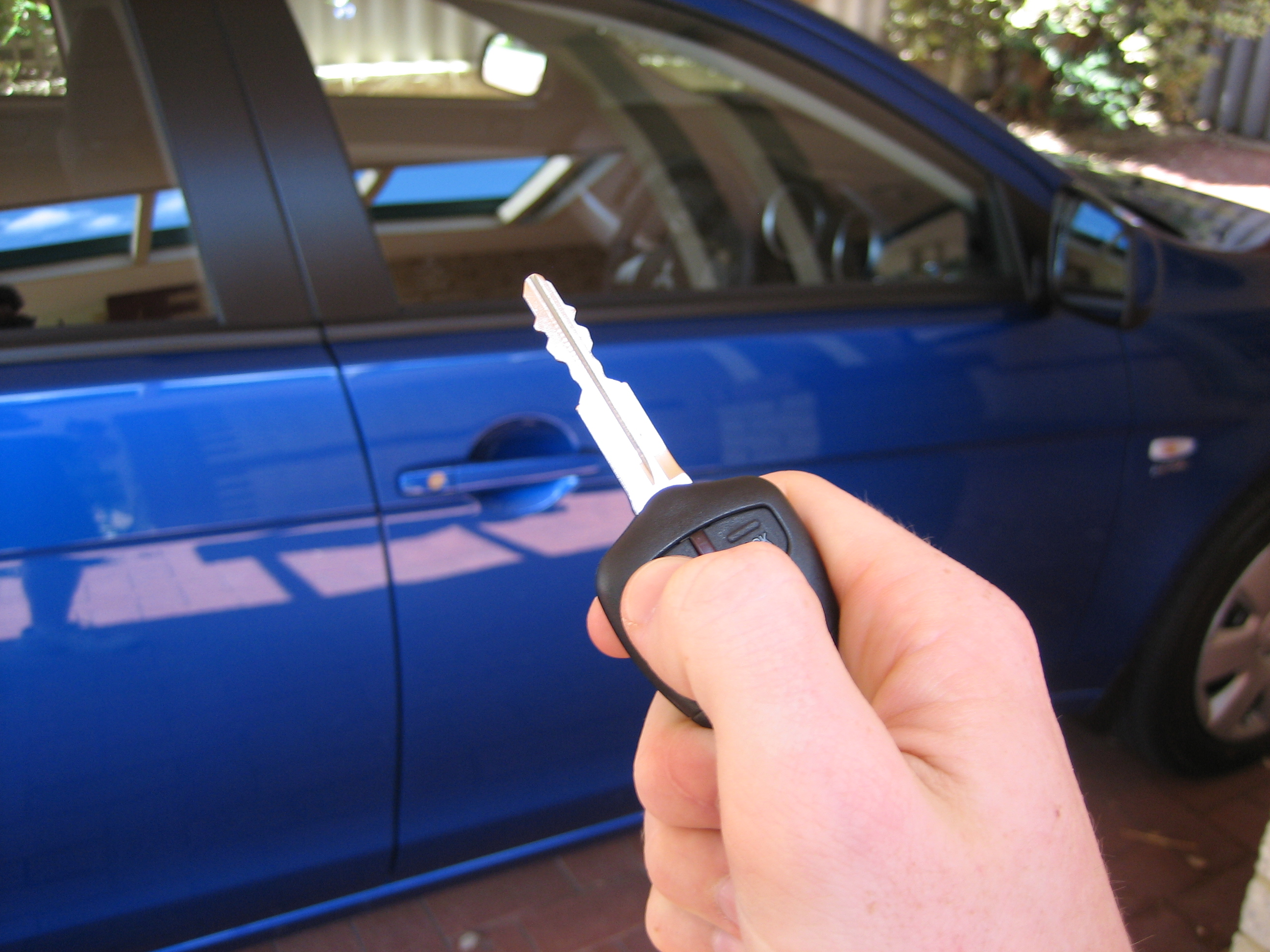
Натискання кнопки на ключі відкриває всі двері автомобіля, натискання іншої навпаки закриває.

- Кінцеві датчики або мікроперемикачі
- Блок управління
- Виконавчі пристрої (Актуатор)

Кінцевий вимикач дозволяє блоку управління визначити положення дверей: закрита або відкрита. У випадку з мікроперемикачем дізнатися стан замку: розблоковано або заблоковано.
Блок керування аналізує сигнали з датчиків дверей і формує керівний вплив на виконавчі пристрої замків.
Виконавчий пристрій являє собою електродвигун постійного струму з редуктором. Редуктор перетворює обертальний рух в зворотно-поступальний. Ряд моделей автомобілів Volkswagen і Mercedes мали пневматичний привід, але в даний час такі конструкції не застосовують.
Сучасні системи мають дистанційне керування, дозволяючи брелоком або самим ключем замка запалювання автомобіля як антеною по радіоканалу керувати станом замків дверей.